# Mireille Darc
Mireille Darc, echte naam Mireille Christiane Gabrielle Aimée Aigroz, (Toulon, 15 mei 1938 – Parijs, 28 augustus 2017) was een Franse actrice.

## Leven en werk

### Jeugdjaren en vroege carrière
Mireille Darc werd geboren in Toulon waar ze haar kindertijd doorbracht en schooltijd doorliep. Daarna volgde ze lessen aan het conservatorium van Toulon. Ze voltooide er met succes haar opleiding in 1957 en besloot actrice te worden. Twee jaar later trok ze naar Parijs en koos het pseudoniem Darc (een verwijzing naar Jeanne d'Arc en naar de Arc, de rivier uit haar kindertijd). Om haar toneellessen te bekostigen werd ze mannequin en deed ze onder meer poseerwerk voor een schilder en ook voor fotostrips.
Haar verschijning in enkele televisiefilms maakte haar bekend. In haar allereerste bioscoopfilms speelde ze het jonge mooie meisje zoals in het Brigitte Bardot-vehikel La Bride sur le cou (1961). In 1963 vertolkte ze haar eerste belangrijke rol als de dochter van Louis de Funès in de komedie Pouic-Pouic. In 1964 bezorgde Georges Lautner haar de echte doorbraak met de vrouwelijke hoofdrol in de spionagekomedie Les Barbouzes, een commerciële voltreffer.

### Succes en imago

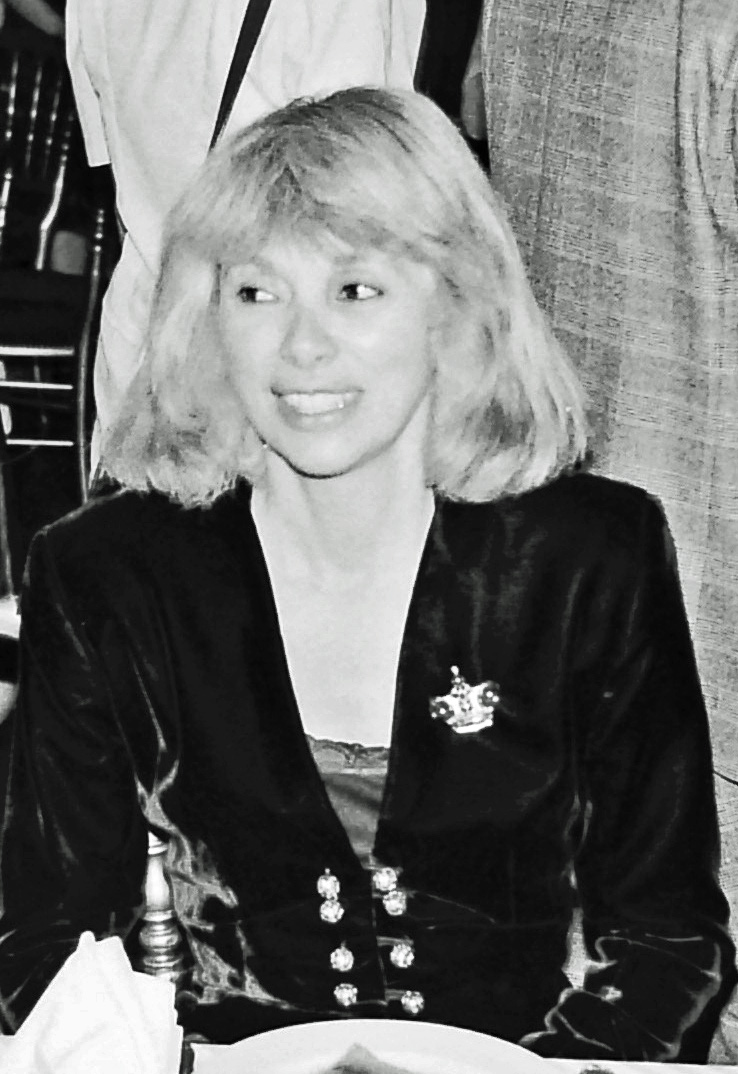
Mireille Darc in de jaren tachtig

Tijdens haar relatief korte filmcarrière werd ze de geliefkoosde actrice van Lautner die dertien films met haar draaide. Met hem en met onder meer Edouard Molinaro, Jacques Deray en Yves Robert leverde ze de ene na de andere succesrijke politiefilm of komedie af. Opmerkelijk was dat, op Jean-Luc Godard na (in de satirische tragikomedie Week-end, 1967), geen enkele cineast haar talent gebruikte in een dramatische film. Ze deelde de affiche met heel wat grote acteurs zoals Bernard Blier, Jean-Louis Trintignant, Jean-Pierre Marielle, Jean Yanne, Pierre Mondy en Jean-Paul Belmondo. Maar het was Alain Delon die haar favoriete filmpartner werd. De twee begonnen een langdurige relatie toen ze elkaar ontmoetten op de set van de thriller Jeff (1969). Daarna waren ze samen in hoofdrollen te zien in onder meer de politiefilms Les Seins de glace (1974) en Mort d'un pourri (1977) en het drama L'Homme pressé (1977).
In het begin van de jaren zeventig stond ze op het toppunt van het succes en groeide ze uit tot sekssymbool en glamouricoon. Ze belichaamde, net als Brigitte Bardot, de moderne vrouw van die tijd. Yves Roberts komedies Le Grand Blond avec une chaussure noire (1972) en zijn opvolger Le Retour du grand blond (1974), waarin ze te bewonderen viel in een sexy en erg diep uitgesneden zwarte jurk, droegen bij tot haar erotisch imago.

### Latere carrière
In het begin van de jaren tachtig werd haar carrière onderbroken door een openhartoperatie. Vervolgens liep ze een gebroken ruggengraat op in een verkeersongeval. Eveneens in die tijd gingen Delon en zij uiteen na een relatie van vijftien jaar (1968-1983). Na al die tegenslagen besloot ze de wereld van de cinema te laten voor wat ze was. Ze verwezenlijkte enkel nog het drama La Barbare (1989), haar enige langspeelfilm in die periode.
In 1992, 28 jaar na haar laatste rol in een televisiefilm, ging ze weer werken voor de televisie. Na een aantal televisieseries kruiste ze in 2003 weer het pad van Alain Delon in de zesdelige politieserie Frank Riva waarin Delon de titelrol vertolkte. Ze nam ook plaats achter de camera om enkele reportages te maken voor de tijdschriften Envoyé spécial en Des racines et des ailes.

### Persoonlijk
Na haar relatie met Delon was ze samen met Pierre Barret, de directeur van het weekblad L'Express en later de president van Europe 1. Barret stierf in 1989. In 1996 ontmoette ze Pascal Desprez, een architect met wie ze later in het huwelijk trad.
Nadat Mireille Darc op 28 september 2016 voor de derde keer een herseninfarct had gekregen, stierf ze exact elf maanden later op 79-jarige leeftijd.

## Filmografie

### Actrice

#### Lange speelfilms (selectie)
- 1961 · La Bride sur le cou (Roger Vadim)
- 1961 · Les Nouveaux Aristocrates (Francis Rigaud)
- 1963 · Les Veinards (Philippe de Broca, Jean Girault en Jacques Pinoteau)
- 1963 · Pouic-Pouic (Jean Girault)
- 1963 · Monsieur (Jean-Paul Le Chanois)
- 1963 · Des pissenlits par la racine (Georges Lautner)
- 1964 · Les Durs à cuire (Jacques Pinoteau)
- 1964 · La chasse à l'homme (Edouard Molinaro)
- 1964 · Les Barbouzes (Georges Lautner)
- 1965 · Les Bons Vivants (of Un Grand Seigneur) (sketchenfilm van Gilles Grangier en Georges Lautner)
- 1965 · Galia (Georges Lautner)
- 1966 · Du rififi à Paname (Denys de La Patellière)
- 1966 · Ne nous fâchons pas (Georges Lautner)
- 1966 · À belles dents (Pierre Gaspard-Huit)
- 1967 · La Grande Sauterelle (Georges Lautner)
- 1967 · La Blonde de Pékin (Nicolas Gessner)
- 1967 · Week-end (Jean-Luc Godard)
- 1968 · Fleur d'oseille (Georges Lautner)
- 1969 · Jeff (Jean Herman)
- 1970 · Elle boit pas, elle fume pas, elle drague pas, mais... elle cause! (Michel Audiard)
- 1970 · Borsalino (Jacques Deray)
- 1971 · Laisse aller, c'est une valse (Georges Lautner)
- 1971 · Fantasia chez les ploucs (Gérard Pirès)
- 1972 · Il était une fois un flic (Georges Lautner)
- 1972 · Le Grand Blond avec une chaussure noire (Yves Robert)
- 1973 · La Valise (Georges Lautner)
- 1973 · Il n'y a pas de fumée sans feu (André Cayatte)
- 1974 · Les Seins de glace (Georges Lautner)
- 1974 · Borsalino & Co (Jacques Deray)
- 1974 · Dis-moi que tu m'aimes (Michel Boisrond)
- 1974 · Le Retour du grand blond (Yves Robert)
- 1975 · Le Téléphone rose (Edouard Molinaro)
- 1976 · L'Ordinateur des pompes funèbres (Gérard Pirès)
- 1977 · Les Passagers (Serge Leroy)
- 1977 · L'Homme pressé (Edouard Molinaro)
- 1977 · Mort d'un pourri (Georges Lautner)
- 1981 · Pour la peau d'un flic (Alain Delon)
- 1984 · Réveillon chez Bob (Denys Granier-Deferre)
- 1986 · La Vie dissolue de Gérard Floque (Georges Lautner)

#### Televisie (selectie)
- 1960 · Du côté de l'enfer (Claude Barma) (televisiefilm)
- 1962 · Hauteclaire (Jean Prat) (televisiefilm)
- 1992 · Les Cœurs brûlés (Jean Sagols) (televisieserie)
- 1994 · Les Yeux d'Hélène (Jean Sagols) (televisieserie)
- 1996 · Terre indigo (Jean Sagols) (televisieserie)
- 1996 · J'ai rendez-vous avec vous (Laurent Heynemann) (televisieserie)
- 1997 · Sapho (Serge Moati) (televisiefilm)
- 2003 · Le Bleu de l'océan (Didier Albert) (televisieserie)
- 2003 · Frank Riva (Patrick Jamain) (televisieserie)

### Regisseur

#### Bioscoop
- 1989 · La Barbare

#### Televisie (selectie)
- 1992 · La Deuxième Vie (Envoyé spécial)
- 1994 · Brève Rencontre (Envoyé spécial)
- 1996 · Le Doute et l'espérance (Des racines et des ailes)
- 2002 · De l'ombre à la lumière (Des racines et des ailes)
- 2004 · Jeunesse éternelle (Envoyé spécial)
- 2005 · Les Liserons d'eau (Envoyé spécial)